# Henri (grand-duc de Luxembourg)
Pour les autres membres de la famille, voir Maison de Bourbon-Parme.
Pour les articles homonymes, voir Henri.
Henri, né le 16 avril 1955 à Betzdorf au Luxembourg, est le neuvième grand-duc de Luxembourg depuis l'abdication en 2000 de son père, le grand-duc Jean.

## Biographie

### Parents et famille

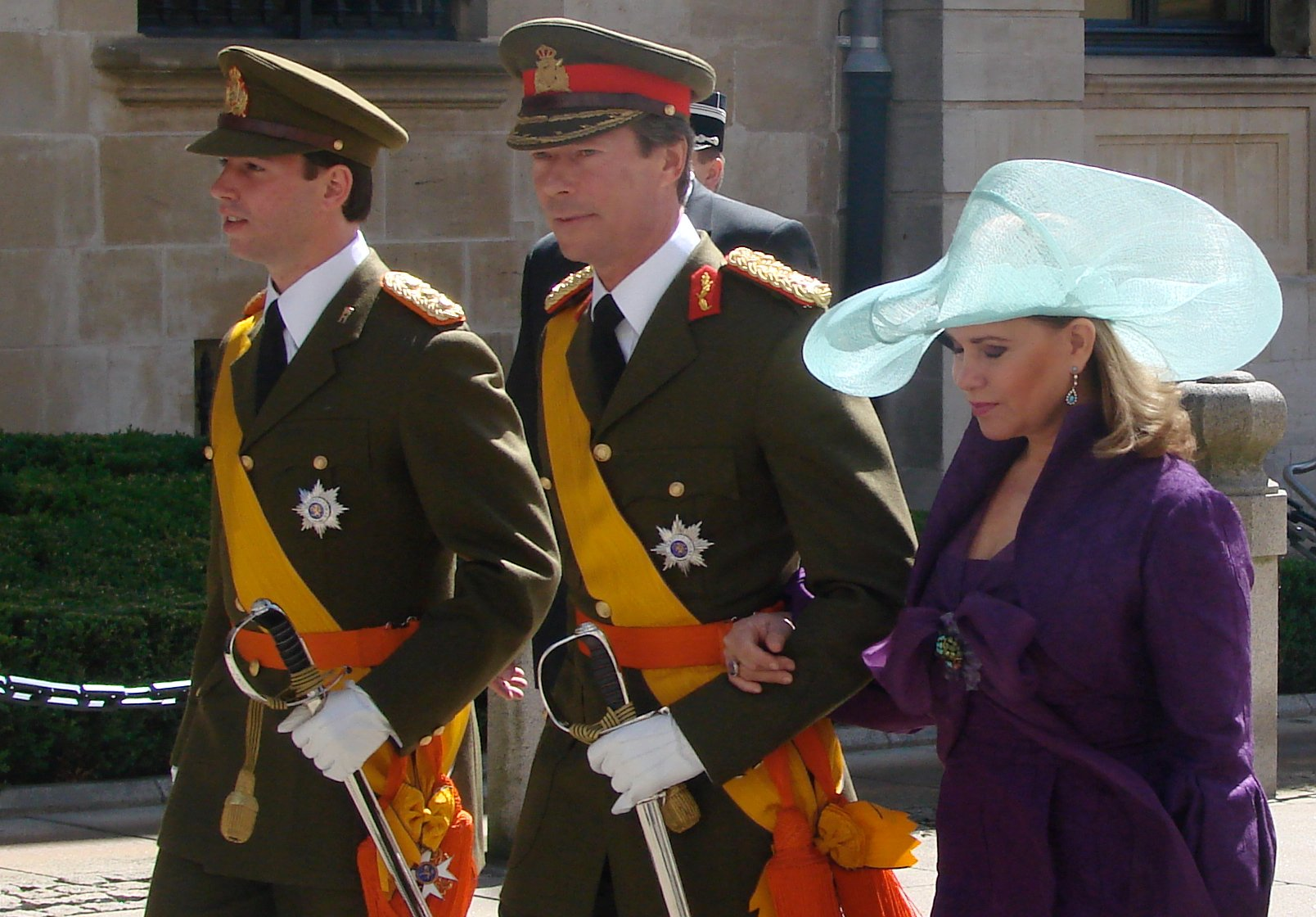
Le grand duc Henri de Luxembourg, la grande-duchesse María Teresa Mestre et leur fils aîné, le grand-duc héritier Guillaume de Luxembourg.

Henri de Luxembourg est le second enfant et le fils aîné du grand-duc Jean de Luxembourg, et de la grande-duchesse Joséphine-Charlotte, née princesse Joséphine-Charlotte de Belgique.
Son parrain est son oncle, qui sera plus tard roi des Belges sous le nom d'Albert II ; sa marraine, sa tante, la princesse Marie-Gabrielle de Luxembourg. Albert II est d’ailleurs le père de Philippe, l’actuel roi des Belges.
Il descend en ligne féminine de Charles X, roi de France, d'Albert Ier, roi des Belges, et de son épouse Élisabeth en Bavière, nièce de l'impératrice d'Autriche (Sissi) et de la duchesse d'Alençon Sophie-Charlotte en Bavière, et fille du duc Charles-Théodore en Bavière, ophtalmologue réputé.
Lors de ses études à Genève, peu après sa formation d'officier à Sandhurst, il fait la connaissance d'une de ses camarades d'université, María Teresa Mestre Batista, née en 1956 à La Havane, de nationalité cubaine puis naturalisée suisse. Ils tombent amoureux et décident de se fiancer. Leur mariage est autorisé et célébré le 14 février 1981 en la cathédrale de Luxembourg.
Le couple a quatre fils et une fille, bénéficiant chacun du traitement d'altesse royale :
- le prince Guillaume de Luxembourg, né le 11 novembre 1981 (grand-duc héritier depuis le 18 décembre 2000), qui a épousé en 2012 la comtesse belge Stéphanie de Lannoy, avec qui il a deux fils (Charles et François) ;
- le prince Félix de Luxembourg, né le 3 juin 1984, qui a épousé en 2013 Claire Lademacher (née allemande), avec qui il a une fille (Amalia) et deux fils (Liam et Balthazar) ;
- le prince Louis de Luxembourg, né le 3 août 1986, qui a renoncé à ses droits au trône et a épousé en 2006 Tessy Antony (née luxembourgeoise), avec qui il a deux fils (Gabriel et Noah) ; l'annonce de leur séparation par divorce a été faite le 18 janvier 2017 ; le divorce a été confirmé le 4 avril 2019 ;
- la princesse Alexandra de Luxembourg, née à Luxembourg le 16 février 1991, qui a épousé en 2023 Nicolas Bagory (né français), avec qui elle a une fille (Victoire)[1],[2],[3] ;
- le prince Sébastien de Luxembourg, né à Luxembourg le 16 avril 1992.

### Formation
Après des études secondaires à Luxembourg puis en France au collège Stanislas de Nice, où il passe son baccalauréat en 1974, il poursuit ses études en Suisse, à l'université de Genève où il obtient, en 1980, une licence (4 années) en sciences politiques.
Dans l'armée luxembourgeoise, il porte le grade de général. Il en est aujourd'hui le commandant en chef, selon la Constitution. Le chef d’état-major de l’armée luxembourgeoise arrive après le grand-duc Henri dans l'ordre de préséance.
Outre le luxembourgeois, le grand-duc parle le français, l'anglais, l'allemand et un peu l'espagnol, la langue maternelle de sa femme.

### Grand-duc héritier
De 1980 à 1998, le grand-duc héritier Henri est membre de droit du Conseil d'État, ce qui lui permet d'être associé à la vie politique du pays.
Le 4 mars 1998, il est nommé, selon l'article 42 de la constitution, lieutenant-représentant par son père le grand-duc Jean de Luxembourg.
En 1998, il devient membre du Comité international olympique.

### Grand-duc de Luxembourg

#### Accession au trône
Son père, le grand-duc Jean, ayant annoncé le 24 décembre 1999 son intention d'abdiquer l'année suivante, le grand-duc héritier Henri devient grand-duc de Luxembourg le 7 octobre 2000, jour de sa prestation de serment devant les représentants élus de la Nation.

#### Engagements humanitaires
Le couple grand-ducal constitue un membre actif de la Fondation Mentor, créée sous le patronage de l'Organisation mondiale de la santé pour lutter contre la toxicomanie.
Avec son épouse, Henri de Luxembourg crée la Fondation du grand-duc Henri et de la grande-duchesse Maria Teresa qui poursuit quatre objectifs :
- assistance aux personnes dans le besoin résidant au Luxembourg et ayant adressé une demande d'aide aux souverains ;
- aide à l'intégration dans la société de personnes souffrant d'un handicap ;
- promotion de structures scolaires ouvertes aux enfants et adolescents ayant des problèmes d'apprentissage ;
- contribution à des actions de développement et d'aide humanitaire à l'étranger.

Soucieux de la protection de la nature, le grand-duc Henri est président du Galapagos Darwin Trust Luxembourg et membre du comité de direction de la Fondation Charles Darwin pour les îles Galápagos. Dans le domaine culturel, le couple grand-ducal est depuis 2005 le président d'honneur de l'orchestre philharmonique du Luxembourg.
En février 2008, le grand-duc Henri reçoit à Rome les insignes de bailli grand-croix d'honneur et de dévotion de l'ordre souverain de Malte.

#### Crise constitutionnelle de 2008
En 2008, contraint par la Constitution d'avaliser toute loi du Parlement, le grand-duc Henri refuse de signer la loi sur l'euthanasie et l'assistance au suicide pour des raisons de conscience. Cette crise constitutionnelle entraîne une diminution de ses prérogatives, ce dernier n'ayant plus qu'à promulguer les lois et n'ayant plus à les sanctionner ou les approuver en même temps.

#### Abdication
Le 23 juin 2024, à l'occasion de la fête nationale, il annonce qu'il nommera son fils, le prince Guillaume, au rang de lieutenant-représentant en octobre, première étape du transfert des pouvoirs grand-ducaux ouvrant la voie à l'abdication du monarque. La cérémonie d'investiture se tient le 8 octobre au palais grand-ducal puis à la Chambre des députés.
Le 24 décembre 2024, à l'occasion de son traditionnel discours de fin d’année, et comme son père l'avait fait avant lui, le grand-duc Henri de Luxembourg annonce sa prochaine abdication le 3 octobre 2025.

## Titulature

Monogramme du grand-duc Henri.

- 1955-1964 : Son Altesse Royale Henri de Nassau, prince de Luxembourg, prince de Nassau et de Bourbon-Parme (naissance).
- 1964-2000 : Son Altesse Royale le grand-duc héritier de Luxembourg, duc héritier de Nassau et prince de Bourbon-Parme ;
- depuis 2000 : Son Altesse Royale le grand-duc de Luxembourg, duc de Nassau, prince de Bourbon-Parme.

La titulature complète du grand-duc de Luxembourg est : grand-duc de Luxembourg, duc de Nassau, prince de Bourbon-Parme, comte palatin du Rhin, de Sayn, de Königstein, de Katzenelnbogen et Diez, vicomte de Hammerstein, seigneur de Mahlberg, de Wiesbaden, d'Idstein, de Merenberg, de Limburg et Eppstein, chevalier de Namur.
Le grand-duc Henri est un prince capétien, le seul encore sur un trône européen avec le roi d'Espagne. En effet, son grand-père paternel, Félix de Bourbon, était un prince de la branche des ducs souverains de Parme. Il est par ailleurs considéré par les légitimistes français comme trente-sixième dans l'ordre de succession au trône de France.

## Décorations étrangères
- Grand-croix de l’ordre du Mérite de la République fédérale d'Allemagne
- Grande étoile de l’ordre du Mérite (Autriche)
- Grand cordon de l’ordre de Léopold (Belgique)
- Grand-croix de l'ordre de la Couronne (Belgique)
- Grand-croix de l'ordre national de la Croix du Sud (Brésil)
- Première classe de l'ordre d'Amilcar Cabral (Cap-Vert)
- Chevalier de l'ordre de l'Éléphant (Danemark)
- Chevalier de l'ordre de la Toison d'or (Espagne)
- Collier de l'ordre de Charles III (Espagne)
- Grand-croix de l'ordre de la Rose blanche (Finlande)
- Grand-croix de la Légion d'honneur (France)
- Commandeur grand-croix de l'ordre de la Croix de Terra Mariana (Estonie)
- Grand-croix de l’ordre du Rédempteur (Grèce)
- Chevalier grand-croix au grand cordon de l'ordre du Mérite de la République italienne
- Chevalier de l'ordre suprême de la Très Sainte Annonciade (Italie)
- Grand cordon de l'ordre du Chrysanthème (Japon)
- Grand-croix avec collier de l'ordre des Trois Étoiles (Lettonie)
- Grand-croix de l'ordre national du Mali
- Chevalier grand-croix d'honneur de l'ordre souverain de Malte (OSM)
- Grand-croix de l'ordre de Saint-Olaf (Norvège)
- Grand-croix de l'ordre de la Couronne de chêne (Pays-Bas)
- Grand-croix de l'ordre de la Couronne (Pays-Bas)
- Chevalier grand-croix de l'ordre du Lion néerlandais (Pays-Bas)
- Grand-croix avec collier de l'ordre du Christ (Portugal)
- Grand collier de l'ordre de Sant'Iago de l'Épée (Portugal)
- Collier de l'ordre de l'Infant Dom Henri (Portugal)
- Grand-croix de l'ordre de l'Étoile de Roumanie
- Grand-croix de l'ordre royal de Victoria (Royaume-Uni)
- Grand-croix de l'ordre de la Double Croix Blanche (Slovaquie)
- Chevalier de l'ordre des Séraphins (Suède)
- Collier de l'ordre de l'État (république de Turquie)

## Résidences
Il possède une propriété dans le village de Châteauneuf-Grasse, situé dans le sud de la France.